# 4612 Ґрінстейн
4612 Ґрінстейн (4612 Greenstein) — астероїд головного поясу, відкритий 2 травня 1989 року.
Тіссеранів параметр щодо Юпітера — 3,403.